# ザクセン福音ルター派州教会
ザクセン福音ルター派州教会（ドイツ語:  Evangelisch-Lutherische Landeskirche Sachsens , 略称EvLKS）はドイツ福音主義教会（EKD）に加盟する20の福音主義州教会の一つである。州教会本部を旧東独・ザクセン州の州都ドレスデンに置く。ドイツにある他の州教会と同様に公法上の社団である。旧東独共産主義政府による無神論・プロパガンダによって、多数の教会員を失っている。東独以前のザクセン州教会はドイツで一番大きいルター派教会であった。2020年12月31日現在、647,238人の教会員と551の教会共同体を有している。ザクセン福音ルター派州教会はドイツ福音主義教会（EKD）に属するルター派教会であり、ドイツ合同福音ルター派教会（VELKD）の加盟州教会でもある。同時にルター派世界連盟にも加盟している。
州教会監督が説教を担当する首座教会はマイセン大聖堂とドレスデン十字架教会である。州教会監督はライプツィヒ郡にあるヴルツェン聖マリーエン大聖堂の役員牧師でもある。ザクセン福音ルター派州教会は神学研修施設 (福音主義アカデミー）をドレスデンに置いている。なお、この教会施設は2020年まではマイセンにあった。

## 州教会管轄地域
ザクセン福音ルター派州教会の管轄地域は以前のザクセン王国の領土、およびヴァイマル共和政時代のザクセン州の領域から成る。現在のザクセン州の大半と テューリンゲン州 の一部地域を管轄している。

## 歴史
1539年になってアルベルティン家のザクセン公国にも宗教改革が導入された。これはハインリヒ敬虔公（在位：1539年 - 1541年）の決断であった。彼の父ゲオルク髭公は宗教改革の進展を断固として阻止しようとしたが、ハインリヒ敬虔公はエルネスティン家と協調して宗教改革を自身の領邦にも導入した。教会組織の基本規定である教会法規(教憲)は1580年に制定された。この領邦教会の指導は教会評議会(Kirchenrat)によって為された。それは高等参事会(Oberkonsistorium)と地方にある教会評議会(Konsistorien)によって構成されていた。当然、領邦君主が領邦教会の首長(summus episcopus)の機能を果たしていた。1697年、ザクセン選帝侯フリードリヒ・アウグスト1世がローマ・カトリック教会に改宗した時、選帝侯は教会監督権限を福音主義信徒によって構成される枢密参事会に委譲している。ザクセン公国領邦教会の高位聖職者は常時、高等参事会次席の地位が与えられていた。
1815年のウィーン会議によって、ザクセン王国の北半分はプロイセン王国に割譲され、その地域はプロイセンプロヴィンツ・ザクセン州と呼ばれることになった。教会の管轄権もプロイセン王国に移り、新たにキルヘンプロヴィンツ＝ザクセン福音主義教会が設立された。現在のザクセン福音ルター派州教会はこの時ザクセン王国に残った領土を主に管轄している。州教会の管轄地域とは異なり、現在のザクセン州は旧来の領域にプロイセン王国のシュレージエン州の一部を加えている。このザクセン州内シュレージシェ・オーバーラウジッツ地方を管轄する教会はベルリン＝ブランデンブルク＝シュレージシェ・オーバーラウジッツ福音主義教会(EKBO)である。

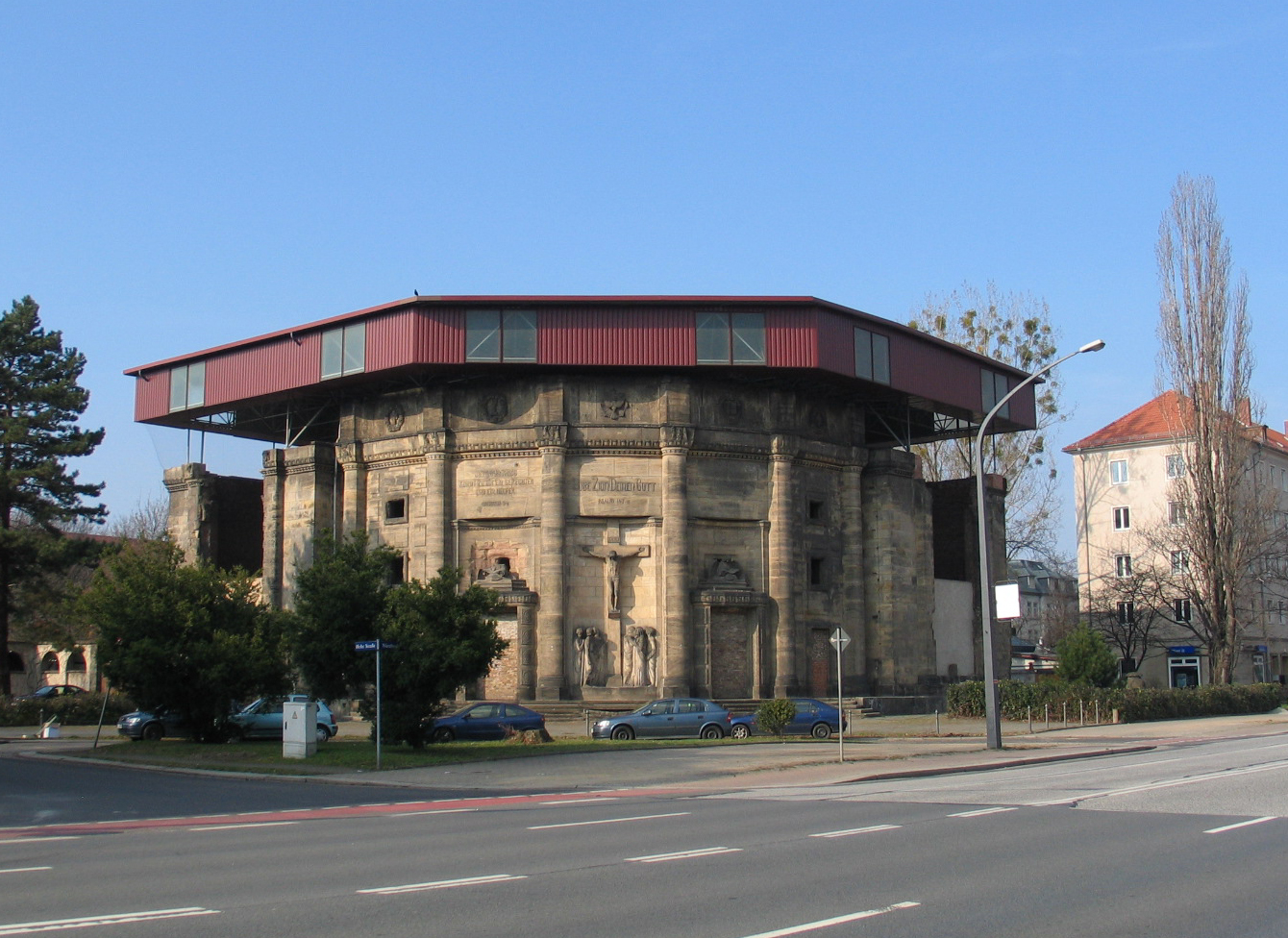
シオン教会(ドレスデン爆撃で破壊され廃墟になり、旧シオン教会と呼ばれている)

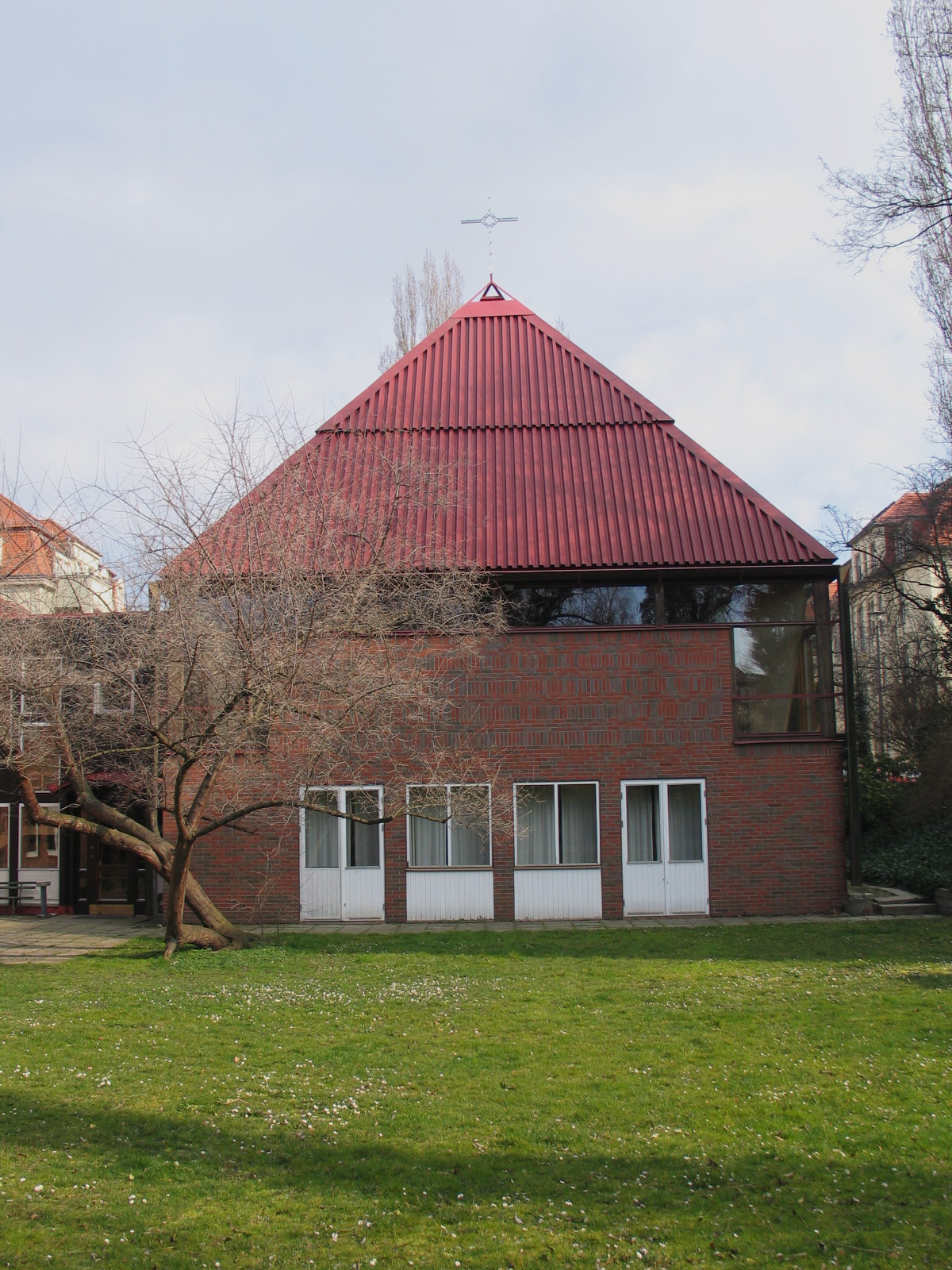
1982年に再建されたシオン教会

国家の行政機関に倣って教会組織を変更するように、1835年組織変更勅令が発布された。領邦教会における最高指導部は宗教省に置かれることになった。この職務の性質から福音主義者である大臣が責任を負っていた。この指導部はカトリックの領主を満足させることなく、福音主義者である領邦教会監督の見解に従っていた。ザクセン領邦教会評議会はドレスデンにおいて中枢官庁として存在していた。加えてこの評議会は教会と教育に関する試験を兼職しながら担当している陪審判事から構成されていた。
1868年、このザクセン領邦教会は自前の教会指導部と総会規則を持つことになり、1871年にこの規定によって最初の領邦教会総会が開かれた。ザクセン王国の憲法改正および行政機構改革との関連で、1874年にザクセンの教会行政は国家の行政機構から分離した。教会を所管する上級管理部門は福音ルター派領邦教会評議会になった(すでに言及した地方にける教会評議会とは異なる)。そこは福音主義者である国家の大臣が所管するところではあった。しかしながら、オーバーラウジッツ地方のルター派教会評議会事務部門はバウツェン郡上級官庁の管轄下にあった 。
教会担当省は領邦教会を管轄するだけでなく、さらに他の宗教団体をも管轄した。
1918年、領邦を管轄する教会担当省が廃止された後、1922年に州教会は改定された教憲を持つことになった。この教憲は1926年に発効した。1926年バウツェン郡上級官庁の管轄下にあった教会行政機構部門がこの州教会から離れた。新しい教憲に従って、この州教会はザクセン福音ルター派州教会と名乗った。以前までの上級宮廷説教師の称号で呼ばれていた州教会指導教職者は州教会監督という職名が与えられた。
1933年6月7日にザクセン福音ルター派州教会の初代監督ルートヴィヒ・ハインリヒ・イーメルスが亡くなり、ザクセン州内務大臣フリッチェはこの監督空席状態を利用して、1933年6月30日に州教会監督、州教会事務局、常設の州教会総会の権限を国家社会主義を信奉する牧師フリードリヒ・コッホ一人による統率に移し変えた。州教会評議会における枢密参事会が7人の地区長と14人の牧師を解職した。1933年12月7日牧師緊急同盟に属する牧師たちがシオン教会 (ドレスデン)に集まり、ザクセン州教会の告白教会が結成された。国家社会主義者の州教会監督フリードリヒ・コッホを誤った教えを伝える教職者と見なして、その霊的指導を認めないと宣言し、ザクセン州教会内の教会闘争は開始された。
第2次世界大戦後、ザクセン福音ルター派州教会はドイツ福音主義教会 (EKD)に加わると同時にドイツ合同福音ルター派教会 (VELKD)にも加盟した。1950年に新たな教憲を制定し、その教憲は2008年1月に改正された。

## 現状
ドイツ人口統計においても、信徒数の著しい減少が予想されている。2017年現在、約70万いるザクセン福音ルター派州教会 (EvLKS) の信徒が、2040年には44万人に減少すると予想されている。信徒数は1930年代の10分の1程度になる可能性がある。この事態は州教会構造にも直に影響を及ぼす。1992年にはザクセン州教会には906人の現役牧師がいたが、2014年2月には692人の牧師で765か所の教会共同体に縮小していた。この数値は2014年末にはさらに、減少し550人の牧師で728か所の教会共同体になっていた。現状の礼拝実施教会共同体を確保するためには、最低限、説教を担当できる神学教育を受けた無報酬の説教担当者や引退した (名誉) 牧師が220人以上必要になっている。さらに、他の職務をおこなうにも人員不足が心配されている 。
2016年以降、所属する教会共同体の牧師と役員会の同意がある場合に限り、同性婚に関する教会結婚式と祝福は州教会指導部から認められることになった。 

## 信仰告白
この州教会において、古代教会の3信仰告白使徒信条、ニケア信条、 アタナシウス信条、ルター派の改変されていないアウクスブルク信仰告白、アウクスブルク信仰告白の弁証、シュマルカルデン条項、ルターの小教理問答、大教理問答、 和協信条が信仰告白として認められている。
ザクセン州教会はバルメン宣言を常に参照すべき重要文書と見なしており、事実上、信仰告白として扱っている。ザクセン州教会讃美歌においても、バルメン宣言は他のルター派信仰告白と並ぶ形で収録されている。

## ザクセン州教会の神学的保守性

### 同性愛をめぐる対立と保守派レンツィンクの州教会監督選出
このルター派州教会では神学的保守派や敬虔主義者グループが強く、最近では教会総会代議員の過半数を保守派が押さえている。2001年に同性愛者牧師を牧師館に入居させず、宣教活動の中心にもしないという総会決議を採択している。2012年、ザクセン州教会は同性愛牧師を許容しているドイツ福音主義教会加盟の多くの州教会とは異なり、同性愛者牧師による宣教活動(牧師館居住)を原則的に否定した2001年州教会総会決議の継続を決定した。この決定によってザクセン福音ルター派州教会において、同性愛者パートナーの牧師館入居は原則的に許可されず、地域の教会共同体による特別許可が出た場合のみ許されることになった 。そのため、同性愛夫婦の牧師家庭は生活上の制約を受けることになった。
ザクセン福音ルター派州教会監督ヨッヘン・ボールが2015年8月末日で定年退職するため、後任の州教会監督を選出する特別総会が2015年5月31日に開催された。4人の州教会監督候補者の一人としてカルステン・レンツィングが立候補し、その第6投票において、ザクセン州教会青年担当牧師トビアス・ブリッツと決選投票になったが、僅差でレンツィングが選ばれた。 2015年8月29日、レンツィングはドイツ合同福音ルター派教会主席監督ゲルハルト・ウルリヒによって監督職に任職された。ザクセン州教会監督の任期は2007年における監督任期に関する教会規則改定後、12年間と定められている。
神学的保守派に支持されたレンツィングは監督就任前に同性愛という生活様式は神の意志に合致していないと言明し、同性愛者パートナーの牧師館入居を原則的には許可しない(地域の教会共同体の特別許可がある場合のみ特例として許容)ザクセン州教会の方針を継続することを明らかにした。
2015年8月29日のレンツィングのザクセン州教会監督就任式後、ホモフォビアに対する抗議デモや集会がドレスデン聖十字架教会前でおこなわれた。州教会監督就任礼拝においてザクセン州首相スタニスラフ・ティリッヒや他の政治家たち、並びにドイツ全土の州教会監督たち、ローマ・カトリック教会ドレスデン＝マイセン教区司教ハイナー・コッホ(現在はベルリン大司教)らが監督就任礼拝に出席した。しかしながら、ドイツ社会民主党 (SPD)に属する政治家たちは州教会監督就任式に欠席した。その欠席者の中にはザクセン州政府のエバ＝マリア・シュタンゲ科学芸術相も含まれていた。
2014年夏に同性結婚したザクセン出身のシュテファン・ロスト牧師とチプリアン・マテフィー牧師がいたが、ザクセン福音ルター派州教会における同性婚牧師家庭への強い制約に直面し、宣教活動の継続を断念した。そのため、同性婚夫婦であっても異性婚夫婦とまったく同じ待遇を牧師館で受けられるリベラルな北ドイツ福音ルター派教会に転籍し、2016年春から牧師職を継続することになった。

## 州教会指導部（Leitung der Landeskirche）
ザクセン福音ルター派州教会の最高の地位にあるのは州教会監督(Landesbischof)であり、この州教会の霊的指導者である。州教会監督は州教会総会(Landessynode)で選出される。同時に州教会総会は監督以外の州教会指導者も選出する。

### 1922年以降の州教会監督（Landesbischöfe）
- 1922–1933: ルートヴィヒ・ハインリヒ・イーメルス
- 1933–1945: フリードリヒ・コッホ
- 1945–1947: 州教会総教区長 フランツ・ラウ
- 1947–1953: フーゴ・ハーン
- 1953–1971: ゴットフリート・ノート
- 1971–1994: ヨハネス・ヘンペル
- 1994–2004: フォルカー・クレス
- 2004–2015: ヨッヘン・ボール
- 2015-2020: カルステン・レンツィング
- 2020年以降: トビアス・ビルツ

## 州教会総会（Landessynode）
州教会総会（Landessynode）はこの州教会の最高議決機関である。代議員たちは6年の任期で各個教会から選出されるが、一部の代議員は教会指導部から任命される。総会に課せられる事項(使命)は政治の場における議会と同様である。この州教会総会は1871年に導入された。第2次世界大戦後、州教会総会は再びその使命に取り組み始めた。州教会総会は通常、年に2回開催される。総会議長オットー・グーゼである。彼の前任者はグドルン・リントナーであった。

### 総会議長（Präsidenten der Synode）
- 1996–2008: グドルン・リントナー
- 2008以降: オットー・グーゼ

## 州教会組織（Verwaltung der Landeskirche）

### 州教会事務局と教会行政機構
州教会における最高教会行政機関としてドレスデンに州教会事務局が置かれている。その長は事務局長である。州教会事務局は州教会を法的に代表し、州教会における全ての問題に行政機関として権限を有する。
州教会事務局は教会指導部の中に位置づけられる。州教会指導部は議長としての州教会監督、州教会事務局長、総会議長と総会から選出された9人のメンバーから構成される。

#### 州教会事務局長
- 1990–2009: ハンス＝ディーター・ホフマン
- 2010-2019: ヨハネス・キメ
- 2019年以降: ハンス＝ペター・フォルバッハ

2008年以降、州教会組織機構改革が導入された。2008年1月、州教会における組織機構は上から下まで以下のように構成される。
州教会の基底には教会共同体(Kirchgemeinde)が位置する。教会共同体は公法上の社団である。教会共同体は管理者、および教会を司る牧師(Pfarrer もしくは Pfarrerin) から構成される。いくつかの教会共同体は共同してグループを組むことがある。
複数の教会共同体は共に教会地区Kirchenbezirkを構成する。教会地区のトップには地区長(Superintendent)が存在する。現在20の教会地区がある。教会地区は指導機関としての教会地区総会を持つ。教会地区総会の代議員はその都度地域の教会共同体から選ばれる。教会地区も公法上の社団としての法的地位を持つ。同時に、教会地区は州教会の行政機構の一部でもある。教会地区(Kirchenbezirk)は地区指導部によって法的に代表する。
教会地区は3つの教区の中のどれかに属する。

### 教区と教会地区（Regionalkirchenämter und Kirchenbezirke）
- ケムニッツ教区Regionalkirchenamt Chemnitz
  - アンナベルク 教会地区Kirchenbezirk Annaberg[22]
  - アウエ 教会地区Kirchenbezirk Aue[23]
  - アオエルバッハ 教会地区Kirchenbezirk Auerbach[24]
  - ケムニッツ 教会地区 Kirchenbezirk Chemnitz[25]
  - マリーエンベルク 教会地区 Kirchenbezirk Marienberg[26]
  - プラウエン 教会地区Kirchenbezirk Plauen[27]
  - ツヴィッカウ 教会地区 Kirchenbezirk Zwickau[28]

- ドレスデン教区Regionalkirchenamt Dresden
  - バウツェン-カメンツ 教会地区KirchenbezirkBautzen-Kamenz[29]
  - ドレスデン中央 教会地区Kirchenbezirk Dresden Mitte[30]－聖母教会、シオン教会、ルーカス教会
  - ドレスデン北教会地区Kirchenbezirk Dresden Nord[31]
  - フライベルク 教会地区Kirchenbezirk Freiberg[32]
  - レーバウ＝ツィッタウ 教会地区KirchenbezirkLöbau-Zittau[33]
  - マイセン＝グローセンハイン 教会地区Kirchenbezirk Meißen-Großenhain[34]
  - ピルナ 教会地区KirchenbezirkPirna[35]

- ライプツィヒ教区Regionalkirchenamt Leipzig
  - ライプツィガー・ラント 教会地区KirchenbezirkLeipzigerLand[36]
  - ライプツィヒ 教会地区KirchenbezirkLeipzig[37]
  - ライスニヒ＝オーシャッツ 教会地区KirchenbezirkLeisnig-Oschatz[38]
  - ロホリッツ地区KirchenbezirkRochlitz[39]

### 教会共同体　(Kirchengemeinden)
18の教会地区は716ケ所の地域教会共同体に区分される。

## ルター派教会礼拝式文
礼拝の概念はギリシャ語の"λατρεία"（ラトリア）に由来し、神による奉仕が語源になる。福音主義の礼拝はローマ・カトリック教会のミサとは異なる強調点を持つ。ザクセン福音ルター派州教会の礼拝式文はラテン語ミサに由来する様式である。

### ザクセン福音ルター派州教会聖餐礼拝式文
- 鐘楼で鐘を鳴らす
- オルガン前奏
- 礼拝開始
司式者/父と子と聖霊のみ名によって。
会衆/アーメン
司式者/ 我らの救いは主の御名にあり。
会衆/アーメン
主は天と地とを造られた。
司式者/主があなたたちと共にあるように。/　主イエス・キリストの恵みと神の愛、聖霊の注ぐ共同体があなたたちと共にあるように。
会衆/聖霊と共にありますように。
- 礼拝のための祈祷
- 讃美歌/ 詩編朗読
- グロリア・パトリ(栄唱) 
父と子と聖霊に栄光あれ、はじめも今も後も、とこしえに。アーメン(歌唱)
- キリエ(主よ、われらを憐れみたまえ)
司式者/ Kyrie eleison(主よ、憐れみたまえ) 
会衆/主よ、憐れみたまえ
司式者/ Christe eleison(キリストよ、憐れみたまえ)
会衆/キリストよ、憐れみたまえ
司式者/Kyrie eleison(主よ、憐れみたまえ) 
会衆/我らに憐れみを!(歌唱)
- グロリア唱(栄光は父にあれ) 
司式者/いと高きところに栄光、神にあれ、
会衆/地には平和、御心に適う人にあれ。アーメン(歌唱)
- 主日の祈祷
司式者/祈祷　会衆/アーメン

【宣教と信仰告白】
- 旧約聖書日課　　
司式者/旧約聖書日課朗読　会衆/神に賛美と感謝を（歌唱）。
- 讃美歌
- 使徒書聖書日課　　
司式者/使徒書聖書日課朗読　会衆/神に賛美と感謝を（歌唱）。
- ハレルヤ唱(受難節にはアーメンのみ)
会衆/ハレルヤ、ハレルヤ、ハレルヤ（歌唱）
- 賛美歌
- 司式者/福音書聖書日課個所告知
会衆/主なるあなたに栄光があるように(歌唱)。
- 司式者/福音書聖書日課個所朗読
会衆/キリストに誉れがあるように(歌唱)
- 賛美歌
- 説教檀からの挨拶
牧師/恵みと平安が我らの父なる神から、主イエス・キリストから、あなた方にあるように(第1コリント1章3節朗読)
会衆/アーメン
- 牧師による聖書朗読
- 説教
- 説教壇からの祝福
司式者/恵みと平安が我らの父なる神から、主イエス・キリストから、あなた方にあるように(コリントの信徒への手紙一第1章3節朗読)。
会衆/アーメン。
- 賛美歌
- 使徒信条(一同起立のまま唱える)
- 席上献金
- 献金の祈祷
- 罪の告白　EG799の場合
司式者/会衆:全能の神様、慈悲深き父よ！
私は貧しく、惨めで、罪深い人間です。
私のすべての罪と罪業を告白します。
思いと言葉と行為によって私は罪を犯したことで、私は神を怒らせ、
この世においても来世においても神の罰を受けます。
神にとって私はとても残念な存在に過ぎません。神の限りない慈悲と潔白さを切に願います。
神の独り子イエス・キリストの辛い苦しみと死により、
貧しき罪深い人間である私に憐れみを与えてください。
私のすべての罪を赦し、私に回心する力と聖霊の力をお与えください。アーメン。
司式者/罪の赦しの言葉
会衆/アーメン
- 代願祈祷(とりなしの祈り) 
司式者/祈祷
会衆/アーメン。

聖餐式をおこなわない場合、礼拝は【派遣と祝祷】に続くことになる。
その場合、代願祈祷(とりなしの祈り)の次は主の祈りになる。

【聖餐式】
- 聖餐の讃美歌
- 叙唱(序をなす感謝祈祷) 
司式者/主の平安があなたたちと共にありますように
会衆/御霊も共おられるように(歌唱)
司式者/心を高みに向けましょう
会衆/主に向かい心を高めます。
司式者/主なる神に感謝を捧げましょう
会衆/感謝はふさわしく、正しいことです(歌唱)
- 感謝祈願(司式者)
- サンクトゥス
会衆/聖なる、聖なる、聖なる万軍の主。
主の栄光は天と地に満つ。天にはホーサーナ。
主の御名によって来られる方を讃えよ。天にはホーサーナ。
- 主の祈り
- 聖餐制定の言葉
 司式者/私たちの主イエス・キリストは苦しみを受ける前夜、パンを取り、感謝しこれを裂き、弟子たちに与えて言われました。
「取って食べなさい、これはあなた方のための私のからだである。私の記念のためこれをおこないなさい」
 食事の後、杯を同じ様にして弟子たちに言われました。
「取って、飲みなさい。これは罪の赦しのため、あなたがたのために流す私の血における新しい契約である。
私の記念のためこれをおこないなさい」
- 神の子羊(アグヌス・デイ)  
会衆(歌唱)/世の罪を取り除く神の子羊、キリストよ。我らを憐れみ給え。
世の罪を取り除く神の子羊、キリストよ。我らを憐れみ給え。
世の罪を取り除く神の子羊、キリストよ。平和を与え給え。アーメン

- 配餐 
イエス・キリストの体であるパン(Hostie-聖餅、ホスチア)とイエス・キリストの血である葡萄酒が陪餐者に祭壇前で与えられる。
配餐者は陪餐者一人一人に言葉をかけながらパンと葡萄酒を配る。その言葉は3種類ある。
 1,あなたに与えられたキリストの体。
あなたのために流されたキリストの血。
2、キリストの体、永遠の生命に導かれるように。
キリストの血、あなたを永遠の生命に導かれるように。
3、これはあなたがたのためのキリストの体です。あなた方を強め、永遠の生命に導かれるように。
これはあなた方の罪のために流された新しい契約の血です。あなた方を強め、永遠の生命に導かれるように。
- 感謝祈祷
司式者/主があなたたちと共におられるように。
会衆/御霊と共におられるように。
司式者/ 主に感謝せよ、主は慈しみ深い。
会衆/主の恵みは永久に絶えることが無い、ハレルヤ (歌唱)
- 祈祷

【派遣と祝祷】
- 主の祈り　聖餐式がおこなわれなかった場合に祈られる。
- 感謝の賛美歌
- 公同の祈祷
- 説教壇からの告示(消息報告、教会行事報告、案内)
- 派遣の言葉
司式者/主の平安のうちに行きましょう！
会衆/神に感謝、永遠に！
- 祝祷
司式者/主があなたを祝福し、あなたを守られるように。
主が御顔をあなたに向けて、あなたを照らして、あなたに恵みを与えられるように。
主があなたに御顔を上げられ、平安を賜りますように！
会衆/アーメン
- オルガン後奏

## 賛美歌集
Die Gemeinden der Evangelisch-Lutherischen Landeskirche Sachsens singen bzw. sangen in den letzten Jahrzeiten vor allem aus folgenden Gesangbüchern:
- Gesangbuch für die evangelisch-lutherische Landeskirche des Königreichs Sachsen; eingeführt 1883 (späterer neuer Titel des Gesangbuchs: Gesangbuch für die evang.-lutherische Landeskirche Sachsens)
- Evangelisches Kirchengesangbuch (EKG) – Ausgabe für die Evang.-Lutherische Landeskirche Sachsens; eingeführt 1950
- Evangelisches Kirchengesangbuch (EKG) – Ausgabe für die Evang.-Lutherische Landeskirche Mecklenburgs, Evang.-luth. Landeskirche Sachsens, Evang.-lutherische Kirche in Thüringen, eingeführt in allen lutherischen Kirchen der DDR im Jahre 1975
- Evangelisches Gesangbuch (EG) – Ausgabe für die Evangelisch-Lutherische Landeskirche Sachsens; eingeführt ca. 1994[43]